# ヴェダド・イビシェヴィッチ
ヴェダド・イビシェヴィッチ（Vedad Ibišević, Ведад Ибишевић, 1984年8月6日 - ）は、ユーゴスラビア（現ボスニア・ヘルツェゴビナ）・ヴラセニツァ出身の元サッカー選手。元ボスニア・ヘルツェゴビナ代表である。現在はヘルタ・ベルリンのコーチを務めている。ポジションはFW。日本語表記はイビセビッチ・イビシェビッチ・イビセヴィッチもある。

## 経歴

### クラブ
1984年、ボスニア・ヘルツェゴビナに生まれるが、紛争などから2000年に家族でスイスに移住。FCバデンのユースチームに入団するが、わずか10か月でアメリカのセントルイス大学に留学する。大学在学中にパリ・サンジェルマンからスカウトを受け、以降は欧州でプレーすることとなる。
2007年7月、ドイツの1899ホッフェンハイムに移籍した。2008-09シーズン開幕戦のエネルギー・コットブス戦で2得点すると、開幕から3戦連続で得点した。前半戦17試合のみでリーグトップの18得点、リーグ2位の7アシストを記録する活躍を見せ、チームの首位ターンに貢献。2008年のボスニア・ヘルツェゴビナ年間最優秀選手に選ばれた
。しかしウィンターブレーク中に行われた練習試合で右膝十字靭帯を負傷し、残りのシーズンを欠場した。前半戦のみの出場ではあったが18ゴールは結局リーグ5位の記録となり、シーズン終了後の去就が注目されたが、ホッフェンハイムと2013年まで契約を延長した。
負傷明けということもあり、2009-10シーズンは開幕から6試合は得点がなかった。7節のヘルタ・ベルリン戦でハットトリックを達成してシーズン初得点を決めると、2010年2月と4月にそれぞれ3得点して得点ランキングを駆け上がった。シーズンを通じてのゴール数は12ゴールに減ったが、怪我することなく1シーズン戦い抜いて34試合に出場した。
2012年1月、VfBシュトゥットガルトへ2016年シーズン終了までの4年半契約で移籍した。
2014年2月10日に行われたFCアウクスブルク戦でヤン＝イングヴァー・カールセン＝ブラッカー対する肘打ちで一発退場となり、5試合の出場停止処分を受けた。
2015年8月30日、ヘルタ・ベルリンへ完全移籍した。
2019年3月16日に行われたボルシア・ドルトムント戦で、ドルトムントのGKロマン・ビュルキに対してボールを投げつけて一発退場処分を受け、DFBより3試合の出場停止と罰金の処分を受けた。
2020年9月3日、シャルケ04と契約。契約期間は2021年6月末までの9か月。年俸は推定10万ユーロ（約1250万円）。この契約には、財政難に喘ぐクラブのため、規則上必要な基本給とインセンティブしか受け取らないこととなっている。しかし同年11月22日、練習中にアシスタントコーチのナウドとの口論が原因で、同年末限りで契約を解消することで合意した。

### 代表
2014年5月、FIFAワールドカップのボスニア・ヘルツェゴビナ代表に選ばれ、6月15日、アルゼンチン戦で同国史上初となるFIFAワールドカップ本大会でのゴールを記録した。
2017年11月、ボスニア・ヘルツェゴビナ代表を引退することを明らかにした。

## エピソード
- 趣味はインターネット、音楽鑑賞、テニス[9]。

## 所属クラブ
- 2003  セントルイス・ストライカーズ
- 2004  シカゴ・ファイヤー・プレミア
- 2004-2005  パリ・サンジェルマンFC
- 2005-2006  ディジョンFCO
- 2006-2007  アレマニア・アーヘン
- 2007-2012.1  1899ホッフェンハイム
- 2012.1-2015  VfBシュトゥットガルト
- 2015-2020  ヘルタ・ベルリン
- 2020  シャルケ04

## 代表歴

### 出場大会
- ボスニア・ヘルツェゴビナ代表
  - 2014 FIFAワールドカップ

### 試合数
- 国際Aマッチ 83試合 23得点（2007年-2018年）[10]

| ボスニア・ヘルツェゴビナ代表 | 国際Aマッチ | 国際Aマッチ |
| 年                           | 出場        | 得点        |
| ---------------------------- | ----------- | ----------- |
| 2007                         | 7           | 1           |
| 2008                         | 6           | 2           |
| 2009                         | 7           | 1           |
| 2010                         | 8           | 3           |
| 2011                         | 6           | 1           |
| 2012                         | 9           | 6           |
| 2013                         | 9           | 6           |
| 2014                         | 10          | 4           |
| 2015                         | 9           | 1           |
| 2016                         | 6           | 1           |
| 2017                         | 5           | 2           |
| 2018                         | 1           | 0           |
| 通算                         | 83          | 23          |